# Terumbu Layang-Layang
Das Swallow-Riff oder (malaiisch) Layang Layang ist ein Atoll der Spratly-Inseln dessen Felsen sich vereinzelt bis zu 3 m aus dem Meer heben. Es liegt vor der nordwestlichen Küste des Bundesstaats Sabah und wird von Malaysia beansprucht.

## Geographie
Das Riff weist eine Gesamtfläche von 10,4 km² auf.
Ebenso wie die übrigen von Malaysia kontrollierten Atolle der Spratly-Inseln gehört das Swallow-Riff zum Daerah Kota Kinabalu.

## Die Insel im Spratly-Konflikt
Innerhalb des Konflikts um die Spratly-Inseln wird auch das Swallow-Riff von mehreren Nationen beansprucht. Zuletzt war am 5. März 2009 der malaysische Ministerpräsident Abdullah Ahmad Badawi am Swallow-Riff und am Ardasier-Riff in den südlichen Spratly-Inseln gelandet, um die Atolle als malaysisches Territorium zu beanspruchen.
Das malaysische Militär unterhält seit den 1980er Jahren recht umfangreiche Anlagen auf dem Swallow-Riff, darunter eine Start- und Landebahn, ein Helipad, Antennenanlagen, Kasernen und einen Kontrollturm. Neben dem militärischen Teil der Insel gibt es zivil genutzte Anlagen, darunter ein Hotel mit Schwimmbad.
Malaysia bezieht sich bei seinen Rechtsansprüchen auf das Festlandsockelargument (Schelf von Sabah und Sarawak) beziehungsweise die 200-Meilen-Zone. Es beansprucht insgesamt 12 südlich gelegene Spratly-Inseln und hält zurzeit sechs Inseln beziehungsweise Riffe besetzt (Ardasier-Riff, Dallas-Riff, Erica-Riff, Investigator Shoal, Mariveles-Riff und Swallow-Riff). Die Rechtsansprüche sind durch die Seerechtskonvention gut abgesichert. Malaysia verfügt über eine modern ausgerüstete Marine (10 Raketenfregatten).

## Tauchsport
Layang Layang ist eine bekannte Tauchbasis. Die Anwesenheit des Militärs in den letzten 30 Jahren hat die Zerstörung des Riffs und seiner Tierwelt effektiv verhindert. Das einzige Hotel auf der Insel ist mit Ausnahme der Monate November bis Januar, in denen die Insel für Touristen geschlossen ist, der Ausgangspunkt für Tauchsportler aus der ganzen Welt.